# Nyasha Mushekwi
Nyasha Liberty Mushekwi (* 21. August 1987 in Harare) ist ein simbabwischer Fußballspieler. 

## Karriere
Mushewki debütierte 2007 für CAPS United im simbabwischen Erwachsenenfußball. Im folgenden Jahr gewann er mit dem Klub den Landespokal, 2009 lief er erstmals für die simbabwische A-Nationalmannschaft auf. Im November gewann er mit der Auswahlmannschaft die COSAFA Senior Challenge 2009, im Endspiel trug er mit zwei Toren zum 3:1-Erfolg über Sambia bei. 2010 wechselte er nach Südafrika zu den Mamelodi Sundowns. In der von der Premier Soccer League organisierten Meisterschaft erzielte er in seinem ersten Jahr 14 Saisontore und führte den Klub damit auf den vierten Tabellenplatz. Damit war er hinter Knowledge Musona gleichauf mit Lehlohonolo Majoro zweitbester Torschütze der Liga. Nachdem er auch im folgenden Jahr mit neun Saisontoren bester ausländischer Torschütze der Meisterschaft war, verlängerte der Klub per Optionsausübung im Frühjahr 2013 seinen zum Saisonende auslaufenden Vertrag.
Im Sommer 2013 wechselte Mushekwi auf Leihbasis zum belgischen Klub KV Ostende. In der Spielzeit 2013/14 belegte er mit dem Aufsteiger den neunten Tabellenplatz, gewann aber die anschließenden Europa-League-Playoffs. Verletzungsbedingt hatte er jedoch seit Mitte Februar 2014 nicht mehr mitwirken können. Da sein südafrikanischer Verein bereits alle Ausländerplätze im Kader besetzt hatte, konnte er nach seiner Wiedergenesung nicht für den Klub auflaufen.
Anfang 2015 wurde teilweise bereits ein Leihgeschäft mit dem dänischen Klub Hobro IK vermeldet. Mushekwi wechselte jedoch kurz vor Ende der Winterwechselperiode im April zum schwedischen Klub Djurgårdens IF, bei dem er zuvor als Probespieler überzeugt hatte, und unterzeichnete eine Leihvereinbarung bis zum Sommer. Dort trat er als regelmäßiger Torschütze in Erscheinung und verhalf dem Klub zu Saisonbeginn zu einem Platz im vorderen Tabellendrittel. Bis zum Ende der Leihfrist Ende August erzielte er zwölf Meisterschaftstore. Nachdem sich mögliche Transfers bis zum Ende der Wechselperiode nicht hatten realisieren lassen, kehrte er nach Südafrika zurück.
Zur Saison 2016 wechselte er nach China zum damaligen Zweitligisten Dalian Yifang. 2017 folgte mit dem Verein der Aufstieg in die Chinese Super League. In 90 Meisterschaftsspielen erzielte der Flügelspieler insgesamt 54 Tore für den Verein. Im Sommer 2019 schloss er sich dann Zhejiang Greentown an und wurde dort zwei Jahre später Torschützenkönig der China League One mit 24 Treffern.

## Erfolge
- Simbabwischer Pokalsieger: 2008
- COSAFA Senior Challenge-Sieger: 2009

## Auszeichnungen
- Torschützenkönig der China League One: 2021 (24 Tore)